# Ирак на летних Олимпийских играх 1964
Ирак принимал участие в летних Олимпийских играх 1964 года в Токио (Япония) в третий раз за свою историю, но не завоевал ни одной медали.
Спортсмены Ирака участвовали в соревнованиях по боксу, лёгкой атлетике и тяжёлой атлетике.
Самый юным участником Игр от страны стал легкоатлет Халид Тавфик Лязим (20 лет и 226 дней), самым пожилым — тяжелоатлет Хади Абдул Джаббар (34 года и 266 дней).

## Спортсмены и их результаты

### Бокс
Боксёры Ирака были представлены в двух весовых категориях. Юсуф Анвар принял участие в соревнованиях в полулёгком весе (до 57 кг) и выбыл в первом круге, уступив по решению судей мексиканцу Хосе Антонио Дюрану. Халид аль-Кахри, выступавший в первом среднем весе (до 67 кг) также не преодолел первый круг, в поединке с филиппинцем Манфредо Алипалой он был дисквалифицирован в третьем раунде. Для аль-Кархи эти Игры были вторыми: в 1960 году он дошёл до третьего круга состязаний в полусреднем весе (до 63,5 кг).

### Лёгкая атлетика
Самир Винсент принял участие в четырёх легкоатлетических дисциплинах. В барьерном беге на 110 метров он занял последнее, 8-е место в четвёртом забеге первого квалификационного раунда с результатом 16,2 секунды. В беге на дистанции 400 метров с барьерами он занял 6-е место в своём квалификационном забеге, показав результат 54 секунды. Не удалось Винсенту пройти квалификацию и в тройном прыжке: с результатом 13,85 м он занял 31-е место.
Джасим Карим Курайши участвовал в трёх состязаниях. В беге на 200 метров Курайши занял 5-е место в квалификационном забеге с результатом 22,6 секунды, в беге на 400 метров он занял 7-е место в забеге в первом раунде квалификации с результатом 49,5 секунды. Курайши ранее участвовал в соревнованиях на Играх олимпиады в 1960 году.
Как и для Курайши, для Хидира Залаты Игры 1964 года стали вторыми в карьере. В Токио он показал результат 11,1 секунды на стометровке, не преодолев квалификацию.
Трое вышеназванных спортсменов, а также Халид Тавфик Лязим приняли участие в эстафете 4×100 метров. Иракские легкоатлеты были дисквалифицированы в первом отборочном забеге.

### Тяжёлая атлетика
Наиболее представительной на Играх 1964 года оказалась иракская команда тяжелоатлетов. Зухейр Илия Мансур участвовал в состязаниях в полулёгком весе (до 60 кг) и занял 14-е место, с суммой 330 кг: 107,5 кг в жиме, 97,5 кг в рывке и 125 кг в толчке. Прежде Мансур участвовал в Играх 1960 года (в легчайшем весе), а позднее — в лёгком весе на Олимпиаде 1968 года.
В лёгком весе (до 67,5 кг) Ирак представляли Махмуд Рашид и Азиз Аббас. Рашид набрал в сумме троеборья 367,5 кг (117,5 кг в жиме, 112,5 кг в рывке и 137,5 кг в толчке) и занял 10-е место. Аббас занял 12-е место с суммой 365 кг: 115 кг в жиме, 107,5 кг в рывке, 142,5 кг в толчке. Мохаммед Надум соревновался в среднем весе (до 82,5 кг) и занял итоговое 10-е место, с суммой 407,5 кг: 127,5 кг в жиме, 125 кг в рывке и 155 кг в толчке. В полутяжёлом весе (категория до 90 кг) от Ирака выступал Махмуд Шакир. Подняв в сумме 382,5 кг (115 кг в жиме, 117,5 кг в рывке и 150 кг в толчке) он занял 17-е место.
В тяжёлом весе от Ирака выступали Хади Абдул Джаббар и Абдул Халик Джавад. Участвовавший во второй Олимпиаде Абдул Джаббар набрал в сумме 440 кг: 152,5 в жиме, 127,5 кг в рывке и 160 кг в толчке и занял 19-е место, а Джавад — 16-е место с суммой 445 кг: 147,5 кг в жиме, 125 кг в рывке и 172,5 кг в толчке.